# Бернард, Филип
Филип Уильям Сэмюэль Бернард (англ. Philip William Samuel Bernard ) — британский борец вольного стиля, бронзовый призёр Олимпийских игр  

## Биография
На Летних Олимпийских играх 1920 года в Антверпене боролся в весовой категории до 60 килограммов (полулёгкий вес). Борьба проходила по правилам Catch As Catch Can, напоминающим правила современной вольной борьбы. Схватка по регламенту турнира продолжалась 10 минут, финальные схватки три раунда по 10 минут. Турнир проводился по системе с выбыванием после поражения; выигравшие во всех схватках боролись в финале, проигравшие в полуфинале боролись за третье место. 
Филип Бернард проиграл в полуфинале будущему чемпиону Чарльзу Экерли, а затем во встрече за третье место победил и стал бронзовым призёром олимпийских игр.
См: турнирную сетку